# Amblyopone mutica
Amblyopone mutica är en myrart som först beskrevs av Santschi 1914.  Amblyopone mutica ingår i släktet Amblyopone och familjen myror. Inga underarter finns listade i Catalogue of Life.

## Bildgalleri

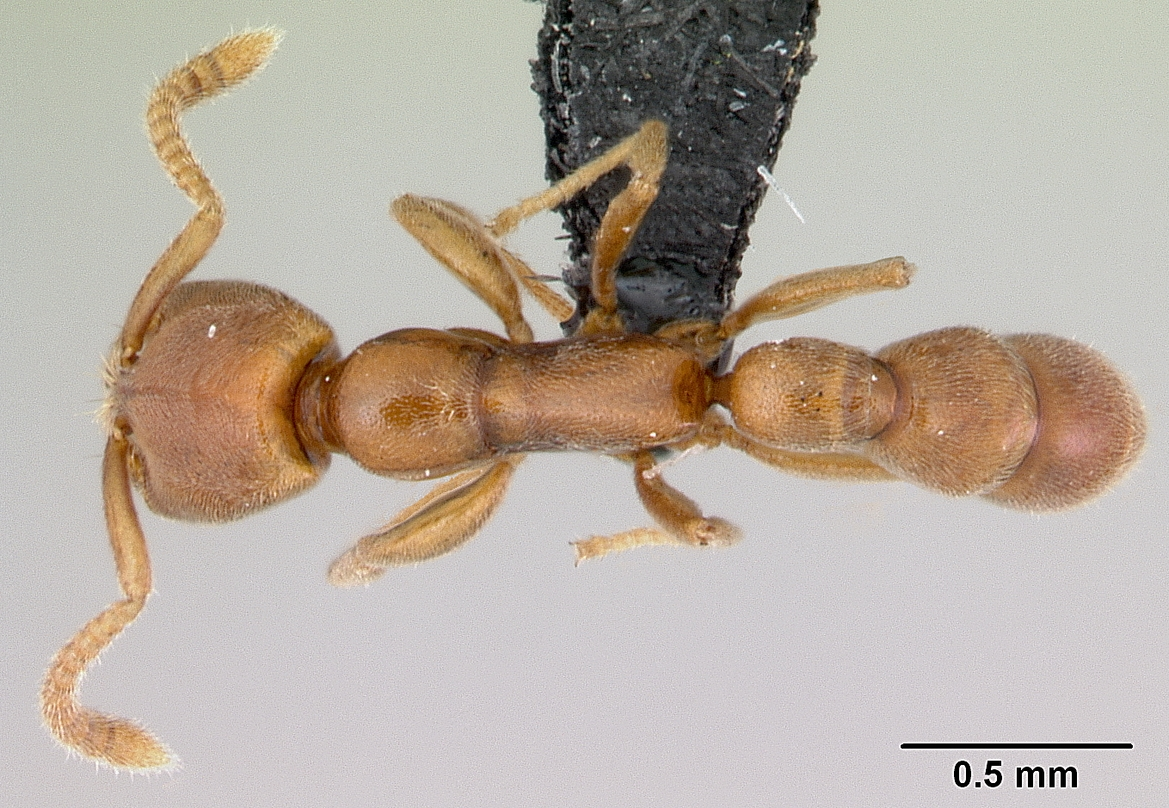
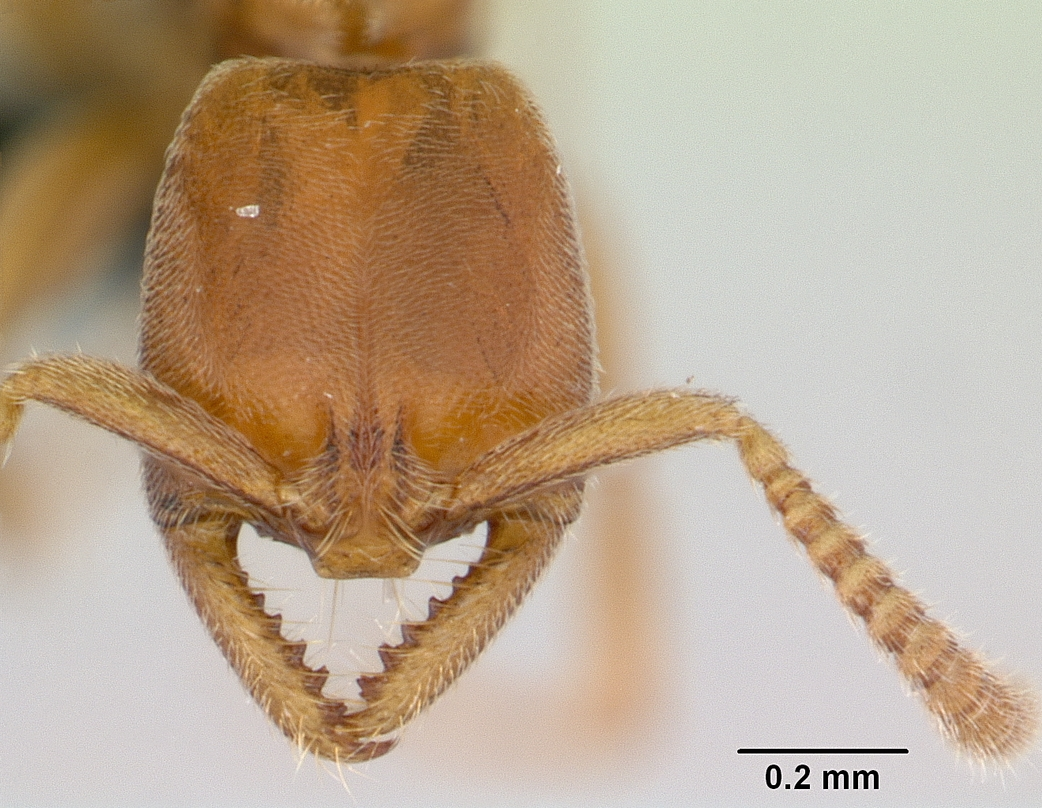
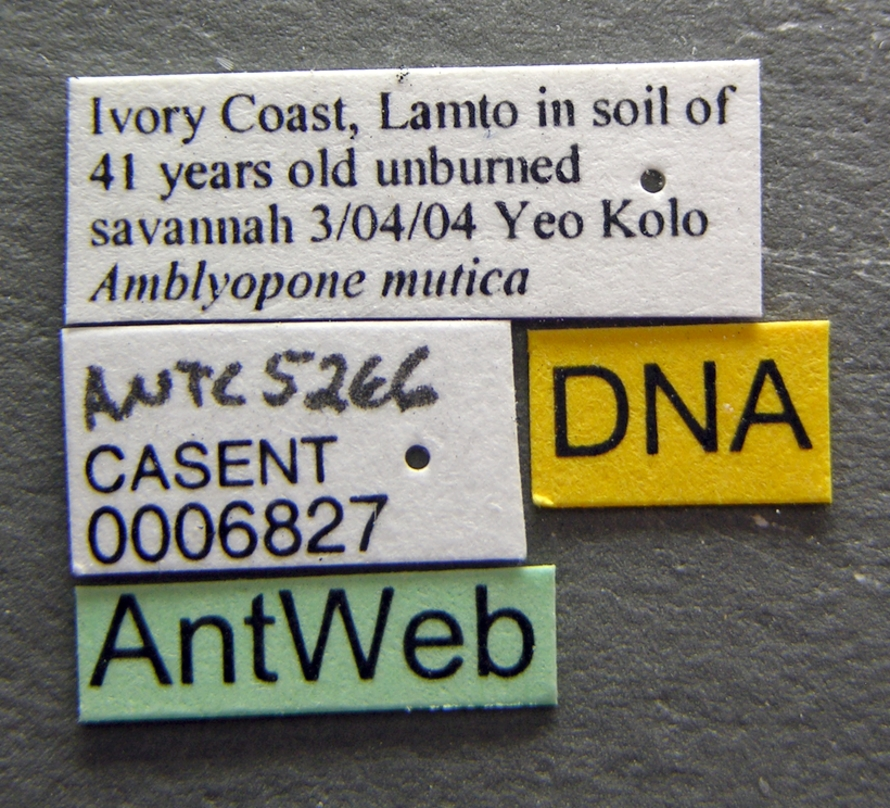
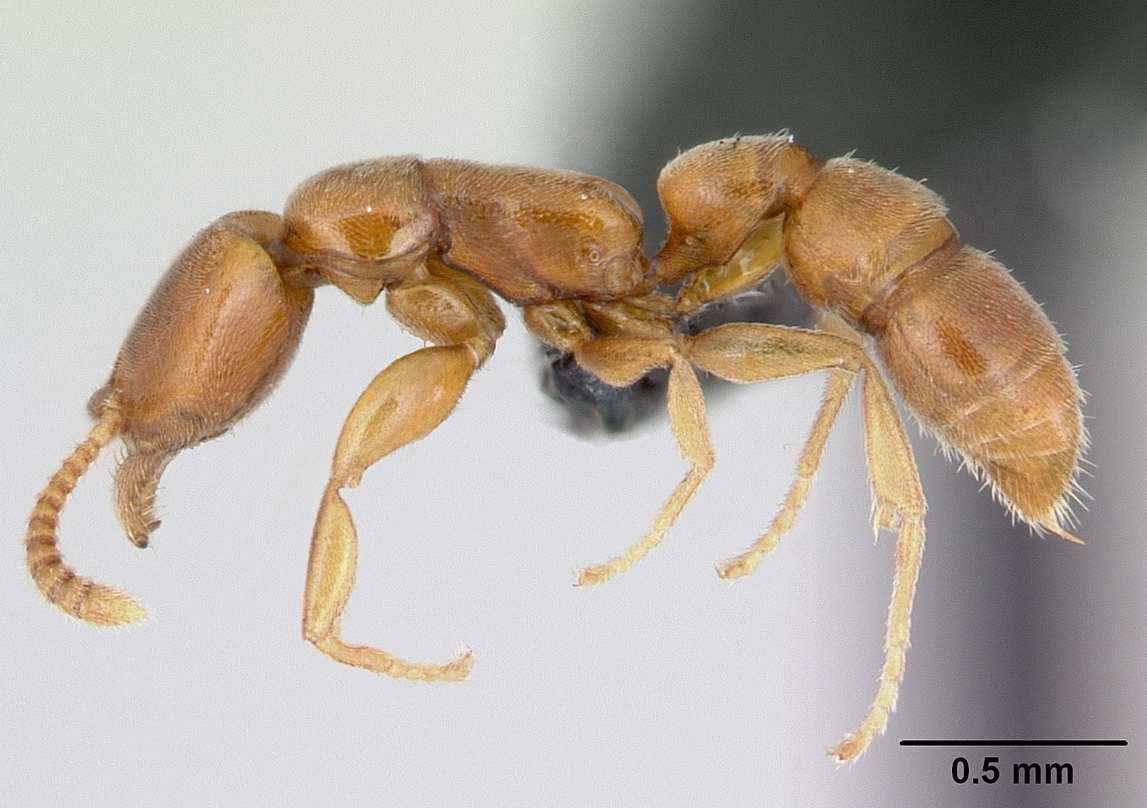
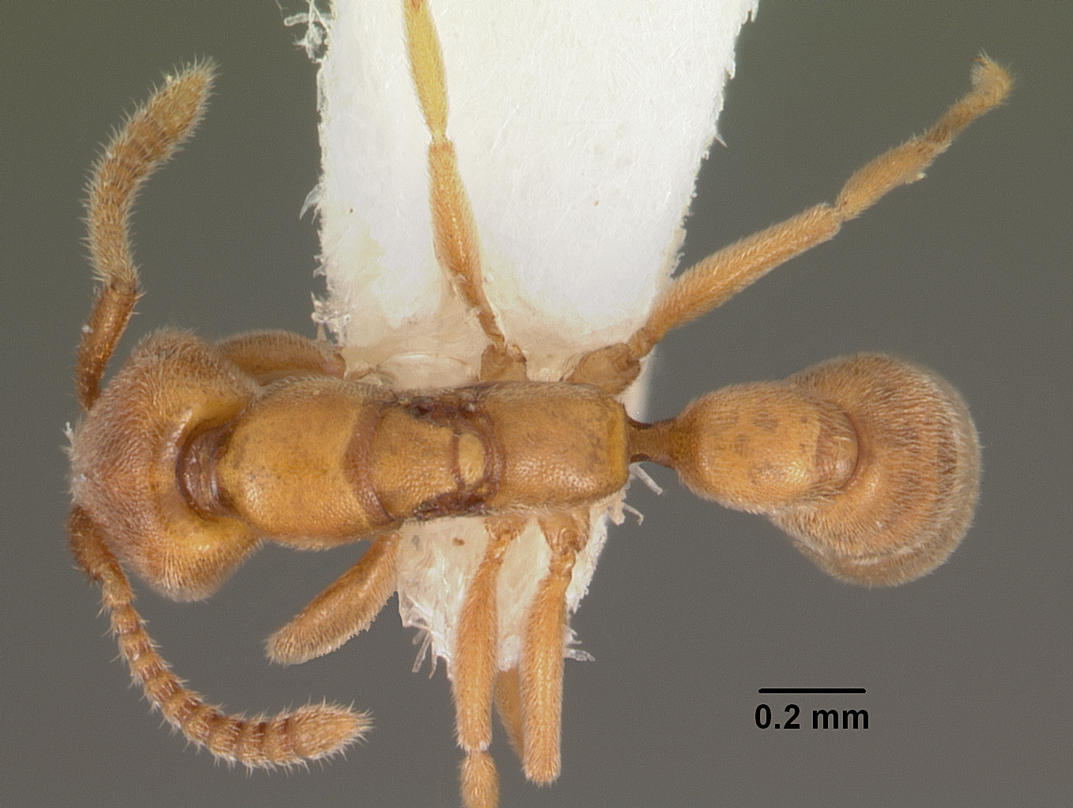
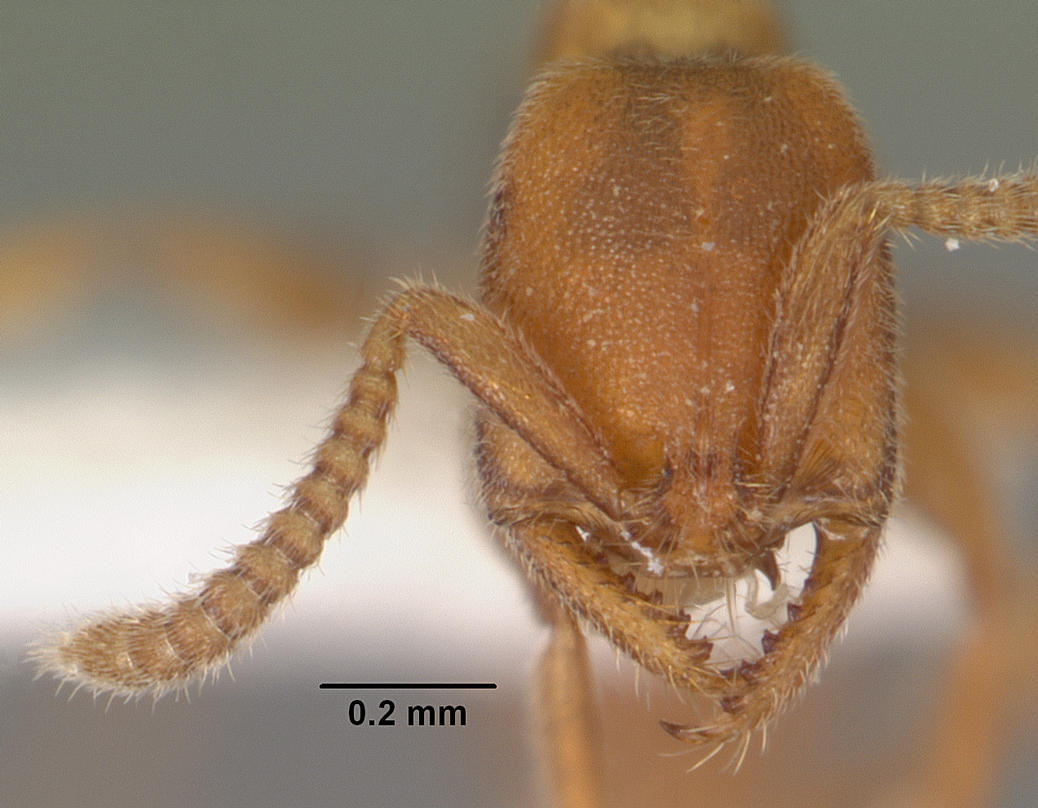